# Сезон ФК «Севілья» 2011—2012
Сезон ФК «Севілья» 2011—2012 - 11-й поспіль сезон футбольного клубу Севілья в найвищій лізі іспанського футболу і 9-й поспіль сезон участі команди в європейських змаганнях. Головний тренер попереднього сезону, Грегоріо Мансано, не продовжив працювати в клубі. Під час літнього трансферного вікна Севілья уклала угоду з новим головним тренером Марселіно після того як він розірвав контракт з Расінгом. Він працював допоки 6 лютого команда вдома не зазнала поразки 1–2 від Вільярреала, набравши два очки у попередніх семи матчах. Тоді його звільнили і замінили на Мічела. Посівши 9-те місце, команда вперше починаючи з 2004 року не кваліфікувалась на європейські змагання.

## Підсумки змагань
| Змагання            | Трофей                    | Початковий раунд          | Перший матч    | Результат                 | Останній матч  |
| ------------------- | ------------------------- | ------------------------- | -------------- | ------------------------- | -------------- |
| Товариські змагання | 4-й Трофей Антоніо Пуерти | Фінал                     | 4 серпня 2011  | Перемога                  | 4 серпня 2011  |
| Товариські змагання | 66-й Трофей Терези Еррери | Фінал                     | 14 серпня 2011 | Перемога                  | 14 серпня 2011 |
| Офіційні            | Ліга BBVA                 | —                         | 28 серпня 2011 | 9-те                      | 13 травня 2012 |
| Офіційні            | Копа-дель-Рей             | 1/16 фіналу               | 13 грудня 2011 | 1/8 фіналу                | 11 січня 2012  |
| Офіційні            | Ліга Європи УЄФА          | 4-й кваліфікаційний раунд | 18 серпня 2011 | 4-й кваліфікаційний раунд | 25 серпня 2011 |

### Підсумки офіційних змагань
| Найбільший виграш |                                                      |                                                      |                                                      |                                                      |                                                      |                                                      |                                                      |                                                      |
|                   | Удома                                                | Удома                                                | Удома                                                | Удома                                                | У гостях                                             | У гостях                                             | У гостях                                             | У гостях                                             |
| Ліга BBVA         | 5 грудня 2011                                        | 15-й тур                                             | v. Хетафе                                            | 3 – 0                                                | 22 березня 2012                                      | 29-й тур                                             | v. Расінг                                            | 0 – 3                                                |
| Ліга BBVA         | 12 квітня 2012                                       | 33-й тур                                             | v. Реал Сарагоса                                     | 3 – 0                                                | 22 березня 2012                                      | 29-й тур                                             | v. Расінг                                            | 0 – 3                                                |
| Ліга BBVA         | 5 травня 2012                                        | 37-й тур                                             | v. Райо Вальєкано                                    | 5 – 2                                                | 26 березня 2012                                      | 30-й тур                                             | v. Гранада                                           | 0 – 3                                                |
| Копа-дель-Рей     | 20 грудня 2011                                       | 1/16 фіналу, 2-га гра                                | v. Сан-Роке Лепе                                     | 2 – 1                                                | 14 грудня 2011                                       | 1/16 фіналу, 1-ша гра                                | v. Сан-Роке Лепе                                     | 0 – 1                                                |
| Копа-дель-Рей     | 11 січня 2012                                        | 1/8 фіналу, 2-га гра                                 | v. Валенсія                                          | 2 – 1                                                | 14 грудня 2011                                       | 1/16 фіналу, 1-ша гра                                | v. Сан-Роке Лепе                                     | 0 – 1                                                |
| Ліга Європи УЄФА  | Жодного через поразку в 4-му кваліфікаційному раунді | Жодного через поразку в 4-му кваліфікаційному раунді | Жодного через поразку в 4-му кваліфікаційному раунді | Жодного через поразку в 4-му кваліфікаційному раунді | Жодного через поразку в 4-му кваліфікаційному раунді | Жодного через поразку в 4-му кваліфікаційному раунді | Жодного через поразку в 4-му кваліфікаційному раунді | Жодного через поразку в 4-му кваліфікаційному раунді |
| Найбільша поразка |                                                      |                                                      |                                                      |                                                      |                                                      |                                                      |                                                      |                                                      |
|                   | Удома                                                | Удома                                                | Удома                                                | Удома                                                | У гостях                                             | У гостях                                             | У гостях                                             | У гостях                                             |
| Ліга BBVA         | 17 грудня 2011                                       | 17-й тур                                             | v. Реал Мадрид                                       | 2 – 6                                                | 16 квітня 2012                                       | 34-й тур                                             | v. Хетафе                                            | 5 – 1                                                |
| Копа-дель-Рей     | Жодної не зафіксовано                                | Жодної не зафіксовано                                | Жодної не зафіксовано                                | Жодної не зафіксовано                                | 5 січня 2012                                         | 1/8 фіналу, 1-ша гра                                 | v. Валенсія                                          | 1 – 0                                                |
| Ліга Європи УЄФА  | Жодної через поразку в 4-му кваліфікаційному раунді  | Жодної через поразку в 4-му кваліфікаційному раунді  | Жодної через поразку в 4-му кваліфікаційному раунді  | Жодної через поразку в 4-му кваліфікаційному раунді  | 18 серпня 2011                                       | 4-й кваліфікаційний раунд                            | v. Ганновер 96                                       | 2 – 1                                                |

## Літні трансфери

### Прийшли
| Прийшли (5 гравців) | Прийшли (5 гравців)       | Прийшли (5 гравців) |
| Гравець             | З клубу                   | Ціна                |
| ------------------- | ------------------------- | ------------------- |
| Мартін Касерес      | Барселона                 | €3M                 |
| Пйотр Троховскі     | Гамбург (футбольний клуб) | Безплатно           |
| Ману                | Хетафе                    | €4.5M               |
| Коке                | Райо Вальєкано            | €1.7M               |
| Емір Спахич         | Монпельє                  | €2M                 |

### Пішли
| Пішли (10 гравців) | Пішли (10 гравців) | Пішли (10 гравців) |
| Гравець            | Нова команда       | Ціна               |
| ------------------ | ------------------ | ------------------ |
| Івиця Драгутинович | Завершив кар'єру   | Завершив кар'єру   |
| Renato             | Ботафого           | Безплатно          |
| Дідьє Зокора       | Трабзонспор        | €6M                |
| Серхіо Санчес      | Малага             | €2.8M              |
| Хосе Карлос        | АЕК                | Безплатно          |
| Дієго Капель       | Спортінг           | €3.5M              |
| Давід Пр'єто       | Кордоба            | Безплатно          |
| Алехандро Альфаро  | Мальорка           | €0.7M              |
| Родрі              | Барселона Б        | €1.5M              |
| Муамаду Дабо       | Ліон               | €1M                |

### Пішли в оренду
| Пішли в оренду (5 гравців) | Пішли в оренду (5 гравців) |
| Гравець                    | Команда                    |
| -------------------------- | -------------------------- |
| Кала                       | АЕК                        |
| Лаутаро Акоста             | Расінг                     |
| Аруна Коне                 | Леванте                    |
| Ромарік                    | Еспаньйол                  |
| Бернардо                   | Расінг                     |

### Повернення з оренди
| Повернення з оренди (3 гравці)                                                           | Повернення з оренди (3 гравці) |
| ---------------------------------------------------------------------------------------- | ------------------------------ |
| Курсивом позначено гравців, що повернулись до клубу але полишили його напередодні сезону |                                |
| Гравець                                                                                  | З клубу                        |
| Антоніо Луна                                                                             | Альмерія                       |
| Том Де Мюл                                                                               | Стандард (Льєж)                |
| Еміліано Арментерос                                                                      | Райо Вальєкано                 |
| Хосе Карлос                                                                              | Картахена                      |
| Кала                                                                                     | Картахена                      |
| Давід Пр'єто                                                                             | Тенерифе                       |

### Закінчення оренди
| Закінчення оренди (1 гравець) | Закінчення оренди (1 гравець) |
| Гравець                       | Повертається до               |
| ----------------------------- | ----------------------------- |
| Лука Чигарині                 | Наполі                        |
| Мартін Касерес                | Барселона                     |

## Зимові трансфери

### Прийшли
| Прийшли (2 гравці) | Прийшли (2 гравці) | Прийшли (2 гравці) |
| Гравець            | З клубу            | Ціна               |
| ------------------ | ------------------ | ------------------ |
| Хосе Антоніо Реєс  | Атлетіко (Мадрид)  | €3.5M              |
| Баба Діара         | Марітіму           | €3M                |
| Хаві Ервас         | Кордоба            | €1.2M              |

### Пішли в оренду
| Пішли в оренду (4 гравці) | Пішли в оренду (4 гравці) |
| Гравець                   | До клубу                  |
| ------------------------- | ------------------------- |
| Еміліано Арментерос       | Райо Вальєкано            |
| Мартін Касерес            | Ювентус                   |
| Алексіс                   | Хетафе                    |
| Хаві Ервас                | Кордоба                   |

### Повернення з оренди
| Повернення з оренди (1 гравець) | Повернення з оренди (1 гравець) |
| Гравець                         | З клубу                         |
| ------------------------------- | ------------------------------- |
| Кала                            | АЕК                             |

## Поточний склад

### Склад
| №  | Поз. | Нац.                 | Гравець                |
| -- | ---- | -------------------- | ---------------------- |
| 1  | ВР   | Іспанія              | Андрес Палоп (капітан) |
| 2  | ЗХ   | Аргентина            | Федеріко Фасіо         |
| 3  | ЗХ   | Іспанія              | Фернандо Наварро       |
| 6  | ЗХ   | Боснія і Герцеговина | Емір Спахич            |
| 7  | ПЗ   | Іспанія              | Хесус Навас            |
| 8  | ПЗ   | Чилі                 | Гарі Медель            |
| 9  | НП   | Іспанія              | Альваро Негредо        |
| 10 | ПЗ   | Аргентина            | Дієго Перотті          |
| 11 | ПЗ   | Хорватія             | Іван Ракитич           |
| 12 | НП   | Малі                 | Фредерік Кануте        |
| 13 | ВР   | Іспанія              | Хаві Варас             |
| 14 | ЗХ   | Франція              | Жульєн Ескюде          |

| №  | Поз. | Нац.      | Гравець           |
| -- | ---- | --------- | ----------------- |
| 15 | ПЗ   | Німеччина | Пйотр Троховскі   |
| 16 | ПЗ   | Іспанія   | Хосе Кампанья     |
| 17 | ПЗ   | Італія    | Тіберіо Гуаренте  |
| 19 | ЗХ   | Іспанія   | Антоніо Луна      |
| 20 | НП   | Іспанія   | Ману              |
| 21 | ПЗ   | Іспанія   | Хосе Антоніо Реєс |
| 23 | ЗХ   | Іспанія   | Коке              |
| 24 | ПЗ   | Бельгія   | Том Де Мюл        |
| 25 | НП   | Сенегал   | Баба Діара        |
| 26 | НП   | Іспанія   | Луїс Альберто     |
| 31 | ЗХ   | Іспанія   | Кала              |

### Юнацька система
| №  | Поз. | Нац.    | Гравець             |
| -- | ---- | ------- | ------------------- |
| 27 | ПЗ   | Іспанія | Сальва Рівас        |
| 28 | НП   | Японія  | Ібусукі Хіросі      |
| 29 | ВР   | Іспанія | Дані Хіменес        |
| 30 | ВР   | Іспанія | Серхіо Ріко         |
| 32 | ПЗ   | Іспанія | Хосабед Санчес Руїс |

| №  | Поз. | Нац.    | Гравець          |
| -- | ---- | ------- | ---------------- |
| 33 | ЗХ   | Іспанія | Саму де лос Реєс |
| 34 | ПЗ   | Іспанія | Дейвід Родрігес  |
|    | ВР   | Іспанія | Хуліан Куеста    |
|    | ПЗ   | Іспанія | Мануель Асенсіо  |

### Викликані до складу національних збірних
| Список гравців, викликаних до складу національних збірних | Список гравців, викликаних до складу національних збірних | Список гравців, викликаних до складу національних збірних | Список гравців, викликаних до складу національних збірних |
| --------------------------------------------------------- | --------------------------------------------------------- | --------------------------------------------------------- | --- |
| 2                                                         | Федеріко Фасіо                                            | Аргентина                                                 | v. Нігерія (1 червня 2011) · v. Польща (5 червня 2011) |
| 4                                                         | Мартін Касерес (Out)                                      | Уругвай                                                   | v. Нідерланди (8 червня 2011) · v. Plaza Colonia (11 червня 2011) · v. Естонія (23 червня 2011) · v. Уругвай U20 (29 червня 2011) · v. Перу (4 липня 2011) · v. Чилі (8 липня 2011) · v. Mexico U22 (12 липня 2011) · v. Аргентина (16 липня 2011) · v. Перу (19 липня 2011) · v. Парагвай (24 липня 2011) · v. Україна (2 вересня 2011) · v. Болівія (7 жовтня 2011) · v. Парагвай (11 жовтня 2011) · v. Чилі (11 листопада 2011)                                                                                         |
| 6                                                         | Емір Спахич                                               | Боснія і Герцеговина                                      | v. Греція (10 серпня 2011) · v. Білорусь (2 вересня 2011) · v. Білорусь (6 вересня 2011) · v. Люксембург (7 жовтня 2011) · v. Франція (11 жовтня 2011) · v. Португалія (11 листопада 2011) · v. Португалія (15 листопада 2011) · v. Бразилія (28 лютого 2012) · v. Ірландія (26 травня 2012) · v. Мексика (30 травня 2012) |
| 7                                                         | Хесус Навас                                               | Іспанія                                                   | v. Англія (12 листопада 2011) · v. Коста-Рика (15 листопада 2011) · v. Венесуела (29 лютого 2012) · v. Сербія (26 травня 2012) · v. Південна Корея (30 травня 2012) · v. КНР (3 червня 2012) · v. Італія (10 червня 2012) · v. Ірландія (14 червня 2012) · v. Хорватія (18 червня 2012) · v. Франція (23 червня 2012) · v. Португалія (27 червня 2012) · v. Італія (1 липня 2012) |
| 8                                                         | Гарі Медель                                               | Чилі                                                      | v. Естонія (19 червня 2011) · v. Парагвай (23 червня 2011) · v. Mexico U22 (4 липня 2011) · v. Уругвай (8 липня 2011) · v. Перу (12 липня 2011) · v. Венесуела (17 липня 2011) · v. Франція (10 серпня 2011) · v. Іспанія (2 вересня 2011) · v. Мексика (4 вересня 2011) · v. Аргентина (7 жовтня 2011) · v. Перу (11 жовтня 2011) · v. Уругвай (11 листопада 2011) · v. Парагвай (15 листопада 2011) · v. Гана (29 лютого 2012)                                                                                           |
| 9                                                         | Альваро Негредо                                           | Іспанія                                                   | v. США (4 червня 2011) · v. Венесуела (7 червня 2011) · v. Італія (10 серпня 2011) · v. Чилі (2 вересня 2011) · v. Ліхтенштейн (5 вересня 2011) · v. Чехія (7 жовтня 2011) · v. Шотландія (11 жовтня 2011) · v. Венесуела (29 лютого 2012) · v. Сербія (26 травня 2012) · v. Південна Корея (30 травня 2012) · v. КНР (3 червня 2012) · v. Італія (10 червня 2012) · v. Ірландія (14 червня 2012) · v. Хорватія (18 червня 2012) · v. Франція (23 червня 2012) · v. Португалія (27 червня 2012) · v. Італія (1 липня 2012) |
| 10                                                        | Дієго Перотті                                             | Аргентина                                                 | v. Нігерія (1 червня 2011) · v. Польща (5 червня 2011) |
| 11                                                        | Іван Ракитич                                              | Хорватія                                                  | v. Греція (7 жовтня 2011) · v. Латвія (11 жовтня 2011) · v. Туреччина (11 листопада 2011) · v. Туреччина (15 листопада 2011) · v. Швеція (29 лютого 2012) · v. Естонія (25 травня 2012) · v. Норвегія (2 червня 2012) · v. Ірландія (10 червня 2012) · v. Італія (14 червня 2012) · v. Іспанія (18 червня 2012) |
| 16                                                        | Хосе Кампанья                                             | Іспанія U19                                               | v. Бельгія (21 липня 2011) v. Сербія (23 липня 2011) v. Туреччина (26 липня 2011) v. Ірландія (29 липня 2011) v. Чехія (1 серпня 2011) v. Франція (29 лютого 2012) v. Чорногорія (27 березня 2012) v. Чорногорія (29 березня 2012) v. Вірменія (23 травня 2012) v. Італія (25 травня 2012) v. Бельгія (28 травня 2012) |
| 19                                                        | Антоніо Луна                                              | Іспанія U20                                               | v. Перу (24 липня 2011) v. Коста-Рика (31 липня 2011) v. Еквадор (3 серпня 2011) v. Австралія (6 серпня 2011) v. Південна Корея (10 серпня 2011) v. Бразилія (14 серпня 2011) |
| 20                                                        | Ману                                                      | Іспанія                                                   | v. США (4 червня 2011) · v. Венесуела (7 червня 2011) |

## Матчева статистика
| №  | Поз. | Гравець                   | Гол  | Гол           | Гол         | ЖК   | ЖК            | ЖК          | YK · YK · RK | YK · YK · RK  | YK · YK · RK | RK   | RK            | RK          |
| №  | Поз. | Гравець                   | Ліга | Кубок Іспанії | Ліга Європи | Ліга | Кубок Іспанії | Ліга Європи | Ліга         | Кубок Іспанії | Ліга Європи  | Ліга | Кубок Іспанії | Ліга Європи |
| -- | ---- | ------------------------- | ---- | ------------- | ----------- | ---- | ------------- | ----------- | ------------ | ------------- | ------------ | ---- | ------------- | ----------- |
| 1  | ВР   | Андрес Палоп              |      |               |             | 1    |               |             |              |               |              |      |               |             |
| 2  | ЗХ   | Федеріко Фасіо            | 2    |               |             | 8    |               | 1           | 1            |               |              |      |               |             |
| 3  | ЗХ   | Фернандо Наварро          |      |               |             | 12   | 1             | 1           | 1            |               |              |      |               |             |
| 4  | ЗХ   | Мартін Касерес (Out)      | 1    |               |             | 3    | 2             |             |              |               |              |      |               |             |
| 5  | ЗХ   | Алексіс                   | 1    |               |             | 1    |               | 1           |              |               |              |      |               |             |
| 6  | ЗХ   | Емір Спахич               |      |               |             | 12   | 1             |             |              |               |              |      |               |             |
| 7  | ПЗ   | Хесус Навас               | 5    |               |             | 5    | 1             |             |              |               |              |      |               |             |
| 8  | ПЗ   | Гарі Медель               | 2    |               |             | 16   | 2             | 1           | 1            |               |              |      |               | 1           |
| 9  | НП   | Альваро Негредо           | 14   |               |             | 5    |               |             |              |               |              |      |               |             |
| 10 | ПЗ   | Дієго Перотті             |      |               |             | 2    |               | 1           |              |               |              |      |               |             |
| 11 | ПЗ   | Іван Ракитич              |      | 1             |             | 4    | 1             |             |              |               |              |      |               |             |
| 12 | НП   | Фредерік Кануте           | 4    | 3             | 1           | 7    | 2             | 1           |              |               |              | 1    |               |             |
| 13 | ВР   | Хаві Варас                |      |               |             | 1    |               |             |              |               |              |      |               |             |
| 14 | ЗХ   | Жульєн Ескюде             | 1    |               |             | 9    |               |             |              |               |              | 1    |               |             |
| 15 | ПЗ   | Пйотр Троховскі           | 1    |               |             | 7    | 1             |             | 1            |               |              |      |               |             |
| 16 | ПЗ   | Хосе Кампанья             |      |               |             |      | 1             |             |              |               |              |      |               |             |
| 17 | ПЗ   | Тіберіо Гуаренте          |      |               |             | 1    |               |             |              |               |              |      |               |             |
| 18 | ПЗ   | Еміліано Арментерос (Out) |      |               |             | 1    |               |             |              |               |              |      |               |             |
| 19 | ЗХ   | Антоніо Луна              | 1    |               |             | 2    | 1             |             |              |               |              |      |               |             |
| 20 | НП   | Ману                      | 10   |               |             | 5    |               | 1           |              |               |              | 1    |               |             |
| 21 | ПЗ   | Хосе Антоніо Реєс         | 1    |               |             | 1    |               |             |              |               |              |      |               |             |
| 23 | ЗХ   | Коке                      |      |               |             | 7    | 1             |             | 1            |               |              |      |               |             |
| 25 | НП   | Баба Діара                | 3    |               |             |      |               |             |              |               |              |      |               |             |
| 26 | НП   | Луїс Альберто             |      |               |             |      | 1             |             |              |               |              |      |               |             |
| 31 | ЗХ   | Кала                      | 1    |               |             | 2    |               |             |              |               |              |      |               |             |
| 34 | ПЗ   | Дейвід                    |      |               |             | 2    |               |             |              |               |              |      |               |             |

## Змагання

### Передсезонні й товариські змагання

#### Товариські
| 14 липня 2011                         | Алахуеленсе | Скасовано | Севілья | Алахуела, Коста-Рика           |  |
| 03:00 ЦЄЛЧ 13 July 19:00 Місцевий час |             |           |         | Стадіон: Алехандро Морера Сото |  |
|                                       |             |           |         |                                |  |

| 14 липня 2011 | Ротенья | 0–9                              | Севілья                                                                                        | Рота (Кадіс)                                                              |  |
| 21:30 ЦЄЛЧ    |         | (Report) Live TV: SFC Televisión | 8' Арментерос 20' Акоста 39' Коне 43' Фасіо 47' (пен.), 70' Негредо 48', 79' Родрі 80' Альфаро | Стадіон: Антоніо Пунтас Велас Глядачі: 500 Суддя: Сальвадор Санчес Рінкон |  |
|               |         |                                  |                                                                                                |                                                                           |  |

| 17 липня 2011 | Атлетіко Санлукеньйо | 1–3                              | Севілья                   | Санлукар-де-Баррамеда (Кадіс)                     |  |
| 21:30 ЦЄЛЧ    | Педро 65'            | (Report) Live TV: SFC Televisión | 51', 88' Кануте 70' Родрі | Стадіон: Ель Пальмар Суддя: Серхіо Гонсалес Перес |  |
|               |                      |                                  |                           |                                                   |  |

| 17 липня 2011                 | Сапрісса | Скасовано | Севілья | Сан-Хосе, Коста-Рика           |  |
| 22:00 ЦЄЛЧ 14:00 Місцевий час |          |           |         | Стадіон: Рікардо Сапрісса Айма |  |
|                               |          |           |         |                                |  |

| 21 липня 2011 | Пілас | 0–4                              | Севілья                                   | Пілас (Севілья)                                                      |  |
| 21:30 ЦЄЛЧ    |       | (Report) Live TV: SFC Televisión | 6' Навас 19' (пен.), 25' Негредо 90' Ману | Стадіон: Лос-Вентолінес Глядачі: 3,200 Суддя: Хосе Анхель Басо Пенья |  |
|               |       |                                  |                                           |                                                                      |  |

| 28 липня 2011 | Херес              | 0–3                                          | Севілья                                  | Херес-де-ла-Фронтера (Кадіс)                      |  |
| 21:30 ЦЄЛЧ    | Кордеро Камара 82' | (Report) Live TV: SFC Televisión / Canal Sur | 4', 27', 28' Кануте 53' Ескюде 89' Навас | Стадіон: Чапін Глядачі: 4,000 Суддя: Мелеро Лопес |  |
|               |                    |                                              |                                          |                                                   |  |

| 31 липня 2011 | Кордоба                      | 1–4                                          | Севілья                                          | Кордоба                                                              |  |
| 21:45 ЦЄЛЧ    | Гарсія 57' Віко Лопес Сільва | (Report) Live TV: SFC Televisión / Canal Sur | 6' Негредо 58', 66' Троховскі 90+1' Навас Спахич | Стадіон: Нуево Арканхель Глядачі: 7,500 Суддя: Хосе Луїс Лесма Лопес |  |
|               |                              |                                              |                                                  |                                                                      |  |

| 7 серпня 2011 | Наполі                                                            | 1–2                              | Севілья                                                | Неаполь                                                         |  |
| 20:45 ЦЄЛЧ    | Маскара 12' Гамшик 79' (пен.) Інлер 82' Маджо 84' Лукареллі 90+2' | (Report) Live TV: SFC Televisión | 12' Наварро 18' Коке 56' Алексіс 65' Кануте 84' Спахич | Стадіон: Сан-Паоло Глядачі: 35,000 Суддя: Карміне Руссо Ді Нола |  |
|               |                                                                   |                                  |                                                        |                                                                 |  |

| 31 серпня 2011 | Лорка Атлетіко    | 1–1      | Севілья     | Лорка (Мурсія) |  |
| 21:00 ЦЄЛЧ     | Дієгіто 25' Лопес | (Report) | 87' Алексіс | Стадіон: Francisco Artés Carrasco Суддя: [[Файл:Шаблон:Прапор Murcia\|20x13px\|Murcia]] Дієго Себастьян Лопес Мартінес |  |
|                |                   |          |             | |  |

| 6 жовтня 2011 | Корія | 0–2      | Севілья                | Корія-дель-Ріо (Севілья) |  |
| 22:00 ЦЄЛЧ    |       | (Report) | 45' Хуанфран 78' Рубіо | Стадіон: Гвадальквівір   |  |
|               |       |          |                        |                          |  |

| 9 листопада 2011 | Естепа Індустріаль | 1–2 | Севілья                  | Естепа (Севілья) (Севілья) |  |
| 20:00 ЦЄЧ        | Шукер 50'          |     | 9' Гуаренте 60' Хуанфран | Стадіон: Ера Верде         |  |
|                  |                    |     |                          |                            |  |

| 1 грудня 2011 | Есіха                       | 2–1      | Севілья        | Есіха (Севілья)    |  |
| 20:00 ЦЄЧ     | Родрігес 62' Хуан Пабло 82' | (Report) | 41' Арментерос | Стадіон: Сан-Пабло |  |
|               |                             |          |                |                    |  |

| 22 лютого 2012 | Альхесірас | 0–4      | Севілья                                             | Альхесірас (Кадіс)     |  |
| 20:00 ЦЄЧ      |            | (Report) | 12' Кампанья 22' Троховскі 34' Гуаренте 75' Негредо | Стадіон: Нуево Мірадор |  |
|                |            |          |                                                     |                        |  |

| 17 квітня 2012 | Легія | 0–2                              | Севілья                                  | Варшава               |  |
| 18:00 ЦЄЛЧ     |       | (Report) Live TV: SFC Televisión | 45', 60' Баба 52' Кала 80' Луїс Альберто | Стадіон: Національний |  |
|                |       |                                  |                                          |                       |  |

| 9 травня 2012 | Лебріха XI | 1–3 | Севілья                                 | Лебріха (Севілья)              |  |
| 20:30 ЦЄЛЧ    | 55'        |     | 9' Негредо 55' Луїс Альберто 80' Де Мюл | Стадіон: Мунісіпаль де Лебріха |  |
|               |            |     |                                         |                                |  |

| 16 травня 2012 | Севілья Атлетіко                                 | 4–2                     | Севілья            | Севілья                               |  |
| 11:15 ЦЄЛЧ     | Тано 24' Менудо 25+1' Хоні 34' Хесус Альфаро 46' | Live TV: SFC Televisión | 29' Кала 47' Фасіо | Стадіон: Хосе Рамон Сіснерос Паласіос |  |
|                |                                                  |                         |                    |                                       |  |

#### 4-й Трофей Антоніо Пуерти
| Фінал 4 серпня 2011 | Севілья                                                            | 5–0                                    | Еспаньйол | Севілья                                                             |  |
| 22:00 ЦЄЛЧ          | Алексіс 8' Троховскі 21' Родрі 25', 76' Ману 45+1' Кануте 73', 90' | (Report) Live TV: SFC Televisión / TV3 | 82' Лопес | Стадіон: Рамон Санчес Пісхуан Глядачі: 20,000 Суддя: Парадас Ромеро |  |
|                     |                                                                    |                                        |           |                                                                     |  |

#### 66-й Трофей Терези Еррери
| Фінал 14 серпня 2011                         | Депортіво | 1–1 (3 – 4 пен.)                              | Севілья  | Ла-Корунья                                          |  |
| 20:00 ЦЄЛЧ                                   | Рікі 5'   | (Report) Live TV: SFC Televisión / TVG        | 84' Коке | Стадіон: Ріасор Глядачі: 13,000 Суддя: Valdés Aller |  |
|                                              |           | Пенальті                                      |          |                                                     |  |
| Васкес · Лассад · Альварес · Колотто · Сіско |           | Ману · Перотті · Сальва · Троховскі · Негредо |          |                                                     |  |
|                                              |           |                                               |          |                                                     |  |

### Ла-Ліга
| № туру                                                    | 2                                                         | 3                                                         | 4                                                         | 5                                                         | 6                                                         | 7                                                         | 8                                                         | 9                                                         | 10                                                        | 11                                                        | 12                                                        | 13                                                        | 14                                                        | 15                                                        | 16                                                        | 17                                                        | 18                                                        | 19                                                        | 1                                                         | 21   | 22   | 23   | 24   | 25   | 26   | 27   | 28   | 29   | 30   | 31   | 32   | 33   | 34   | 35   | 36   | 20   | 37   | 38   |
| Суперник                                                  | МГА                                                       | ВІЛ                                                       | РСО                                                       | ОСА                                                       | ВАЛ                                                       | АТМ                                                       | СПГ                                                       | БАР                                                       | РАС                                                       | ГРА                                                       | МАЛ                                                       | АТ                                                        | САР                                                       | ХЕТ                                                       | ЛЕВ                                                       | РМ                                                        | РАВ                                                       | ЕСП                                                       | БЕТ                                                       | МГА  | ВІЛ  | РСО  | ОСА  | ВАЛ  | АТМ  | СПГ  | БАР  | РАС  | ГРА  | МАЛ  | АТ   | САР  | ХЕТ  | ЛЕВ  | РМД  | БЕТ  | РАВ  | ЕСП  |
| Поле                                                      | Д                                                         | Г                                                         | Д                                                         | Г                                                         | Д                                                         | Г                                                         | Д                                                         | Г                                                         | Д                                                         | Д                                                         | Г                                                         | Д                                                         | Г                                                         | Д                                                         | Г                                                         | Д                                                         | Г                                                         | Д                                                         | Г                                                         | Г    | Д    | Г    | Д    | Г    | Д    | Г    | Д    | Г    | Г    | Д    | Г    | Д    | Г    | Д    | Г    | Д    | Д    | Г    |
| Місце                                                     | 5                                                         | 6                                                         | 4                                                         | 5                                                         | 4                                                         | 6                                                         | 4                                                         | 4                                                         | 5                                                         | 5                                                         | 5                                                         | 6                                                         | 6                                                         | 5                                                         | 5                                                         | 6                                                         | 7                                                         | 7                                                         | 9                                                         | 11   | 11   | 13   | 11   | 10   | 10   | 11   | 12   | 11   | 9    | 8    | 8    | 7    | 9    | 9    | 9    | 12   | 10   | 9    |
| Середня результативність (потрібна у випадку поділу очок) | Середня результативність (потрібна у випадку поділу очок) | Середня результативність (потрібна у випадку поділу очок) | Середня результативність (потрібна у випадку поділу очок) | Середня результативність (потрібна у випадку поділу очок) | Середня результативність (потрібна у випадку поділу очок) | Середня результативність (потрібна у випадку поділу очок) | Середня результативність (потрібна у випадку поділу очок) | Середня результативність (потрібна у випадку поділу очок) | Середня результативність (потрібна у випадку поділу очок) | Середня результативність (потрібна у випадку поділу очок) | Середня результативність (потрібна у випадку поділу очок) | Середня результативність (потрібна у випадку поділу очок) | Середня результативність (потрібна у випадку поділу очок) | Середня результативність (потрібна у випадку поділу очок) | Середня результативність (потрібна у випадку поділу очок) | Середня результативність (потрібна у випадку поділу очок) | Середня результативність (потрібна у випадку поділу очок) | Середня результативність (потрібна у випадку поділу очок) | Середня результативність (потрібна у випадку поділу очок) | Ніч. | Пор. | Пор. | Виг. | Виг. | Ніч. | Ніч. | Пор. | Виг. | Виг. | Виг. | Пор. | Виг. | Пор. | Пор. | Пор. | Пор. | Виг. | Ніч. |

     Виграш       Нічия       Поразка

|      |         | Всі | Всі | Всі  | Всі   | Всі   | Всі  | Всі | Удома | Удома | Удома | Удома | Удома | Удома | Удома | У гостях | У гостях | У гостях | У гостях | У гостях | У гостях | У гостях |
| ---- | ------- | --- | --- | ---- | ----- | ----- | ---- | --- | ----- | ----- | ----- | ----- | ----- | ----- | ----- | -------- | -------- | -------- | -------- | -------- | -------- | -------- |
| Очки | В       | Н   | П   | Заб. | Проп. | Різн. | Очки | В   | Н     | П     | Заб.  | Проп. | Різн. | Очки  | В     | Н        | П        | Заб.     | Проп.    | Різн.    |          |          |
| 9    | Севілья | 50  | 13  | 11   | 14    | 48    | 47   | +1  | 31    | 9     | 4     | 6     | 32    | 25    | +7    | 19       | 4        | 7        | 8        | 16       | 22       | –6       |

     Переможець Ліги BBVA (кваліфікувався також до групового етапу Ліги чемпіонів УЄФА 2012–2013)

     Груповий етап Ліги чемпіонів УЄФА 2012–2013

     4-й кваліфікаційний раунд Ліги чемпіонів УЄФА 2012–2013

     Груповий етап Ліги Європи УЄФА 2012–2013

     4-й кваліфікаційний раунд Ліги Європи УЄФА 2012–2013 

     3-й кваліфікаційний раунд Ліги Європи УЄФА 2012–2013

     Пониження в класі до Ліги Аделанте
- з Марселіно

| 2 28 серпня 2011 | Севілья                                     | 2–1                                | Малага                        | Севілья                                                                |  |
| 22:00 ЦЄЛЧ       | Негредо 2', 26', 52' Медель 53' Касерес 80' | (Report) Live TV: GolT / C+ Liga 2 | 30' Ван Ністелрой 81' Касорла | Стадіон: Рамон Санчес Пісхуан Глядачі: 35,000 Суддя: Дельгадо Феррейро |  |
|                  |                                             |                                    |                               |                                                                        |  |

| 3 10 вересня 2011 | Вільярреал                                                   | 2–2                      | Севілья                                               | Вілярреаль (Кастельйон)                            |  |
| 18:00 ЦЄЛЧ        | Лопес 23' Россі 33' (пен.) Рубен 71' Де Гузман 74' Сесар 78' | (Report) Live TV: GolT / | 23', 27' Негредо 41' Ману 60' Кануте 75', 85' Алексіс | Стадіон: Ель Мадрігаль Суддя: Ф. Тейшейра Вітьєнес |  |
|                   |                                                              |                          |                                                       |                                                    |  |

| 4 17 вересня 2011 | Севілья                                   | 1–0                                | Реал Сосьєдад             | Севілья                                                      |  |
| 22:00 ЦЄЛЧ        | Коке 30' Ескюде 44' Кануте 53' Спахич 87' | (Report) Live TV: / TV3 / TM / TPA | 5' Маріга 65' Де ла Белья | Стадіон: Рамон Санчес Пісхуан Суддя: Х. А. Тейшейра Вітьєнес |  |
|                   |                                           |                                    |                           |                                                              |  |

| 5 20 вересня 2011 | Осасуна                           | 0–0                      | Севілья             | Памплона                                           |  |
| 20:00 ЦЄЛЧ        | Роверсіо 56' Ніно 71' Пуньяль 73' | (Report) Live TV: GolT / | 9' Фасіо 15' Спахич | Стадіон: Рейно де Наварра Суддя: Дель Серро Гранде |  |
|                   |                                   |                          |                     |                                                    |  |

| 6 24 вересня 2011 | Севілья                                                         | 1–0               | Валенсія                                | Севілья                                               |  |
| 18:00 ЦЄЛЧ        | Кануте 17' Троховскі 47', 56' Ескюде 68' Спахич 70' Ракитич 85' | (Report) Live TV: | 24' Т. Коста 60', 70' Адуріс 90+3' Рамі | Стадіон: Рамон Санчес Пісхуан Суддя: Муньїс Фернандес |  |
|                   |                                                                 |                   |                                         |                                                       |  |

| 7 2 жовтня 2011 | Атлетіко (Мадрид)                                      | 0–0                      | Севілья                                                       | Мадрид                                             |  |
| 18:00 ЦЄЛЧ      | Туран 16' Сілвіу 31' Годін 56' Суарес 69' Домінгес 87' | (Report) Live TV: GolT / | 7' Кануте 24' Коке 34' Медель 41' Ману 42' Спахич 68' Касерес | Стадіон: Вісенте Кальдерон Суддя: Ундіано Мальєнко |  |
|                 |                                                        |                          |                                                               |                                                    |  |

| 8 16 жовтня 2011 | Севілья                                                           | 2–1                      | Спортінг Хіхон                    | Севілья                                         |  |
| 22:00 ЦЄЛЧ       | Ману 15' Навас 21' Спахич 34' Касерес 57' Ракитич 88' Наварро 89' | (Report) Live TV: GolT / | 26' Ботія 55' Канелья 63' Барраль | Стадіон: Рамон Санчес Пісхуан Суддя: Перес Ласа |  |
|                  |                                                                   |                          |                                   |                                                 |  |

| 9 22 жовтня 2011 | Барселона                                | 0–0                                | Севілья | Барселона                                    |  |
| 22:00 ЦЄЛЧ       | Маскерано 45' Іньєста 74' Фабрегас 90+4' | (Report) Live TV: / TV3 / TM / TPA | 41' Навас 53', 90+6' Наварро 56' Варас 65' Медель 68' Касерес 90+2' Фасіо 90+3', 90+4' Кануте 90+7' Ескюде | Стадіон: Камп Ноу Суддя: Ітурральде Гонсалес |  |
|                  |                                          |                                    | |                                              |  |

| 10 25 жовтня 2011 | Севілья                     | 2–2                      | Расінг                                                   | Севілья                                                |  |
| 22:00 ЦЄЛЧ        | Ману 37', 90+2' Негредо 73' | (Report) Live TV: GolT / | 56' Альваро 59' Сісма 63', 73' Аріель 69' Хайро 83' Діоп | Стадіон: Рамон Санчес Пісхуан Суддя: Альварес Еск'єрдо |  |
|                   |                             |                          |                                                          |                                                        |  |

| 11 31 жовтня 2011 | Севілья            | 1–2                                | Гранада                          | Севілья                                         |  |
| 21:00 ЦЄЧ         | Ману 1' Медель 28' | (Report) Live TV: GolT / C+ Liga 2 | 6' Сікейра 78' Хейхо 87' М. Ріко | Стадіон: Рамон Санчес Пісхуан Суддя: Матео Лаос |  |
|                   |                    |                                    |                                  |                                                 |  |

| 12 5 листопада 2011 | Мальорка                                             | 0–0                      | Севілья               | Пальма                                                   |  |
| 18:00 ЦЄЧ           | Бігас 27' Кастро 30' Техера 78' Піна 89' Раміс 90+4' | (Report) Live TV: GolT / | 29' Медель 57' Спахич | Стадіон: Iberostar Estadi Суддя: Х. А. Тейшейра Вітьєнес |  |
|                     |                                                      |                          |                       |                                                          |  |

| 13 20 листопада 2011 | Севілья                          | 1–2                      | Атлетік (Більбао)                         | Севілья                                         |  |
| 18:00 ЦЄЧ            | Навас 14' Наварро 26' Спахич 87' | (Report) Live TV: GolT / | 5' Іраола 42', 71' Де Маркос 47' Сан Хосе | Стадіон: Рамон Санчес Пісхуан Суддя: Айса Гамес |  |
|                      |                                  |                          |                                           |                                                 |  |

| 14 27 листопада 2011 | Реал Сарагоса                                                            | 0–1                        | Севілья                                         | Сарагоса                            |  |
| 21:30 ЦЄЧ            | Матеос 21' Передес 27' Гарсія 30' Ланцаро 35' Хуарес 63' Хуан Карлос 90' | (Report) Live TV: Canal+ 1 | 21' (пен.) Негредо 62' Троховскі 86' Арментерос | Стадіон: Ромареда Суддя: Перес Ласа |  |
|                      |                                                                          |                            |                                                 |                                     |  |

| 15 5 грудня 2011 | Севілья                                              | 3–0                                | Хетафе                                  | Севілья                                                  |  |
| 21:00 ЦЄЧ        | Фасіо 32' Ману 50' Наварро 69' Медель 74' Кануте 90' | (Report) Live TV: GolT / C+ Liga 2 | 24' Рафа 64' Міхель 78' Ріос 88' Торрес | Стадіон: Рамон Санчес Пісхуан Суддя: Іглесіас Вільянуева |  |
|                  |                                                      |                                    |                                         |                                                          |  |

| 16 10 грудня 2011 | Леванте                             | 1–0                      | Севілья                                          | Валенсія                                             |  |
| 18:00 ЦЄЧ         | Хуанлу 44' Нано 56' Бальєстерос 61' | (Report) Live TV: GolT / | 39' Троховскі 44' Наварро 74' Навас 90+2' Спахич | Стадіон: Сьютат де Валенсія Суддя: Альварес Еск'єрдо |  |
|                   |                                     |                          |                                                  |                                                      |  |

| 17 17 грудня 2011 | Севілья                                                            | 2–6                                | Реал Мадрид | Севілья                                         |  |
| 22:00 ЦЄЧ         | Ракитич 21' Спахич 52' Кануте 64' Навас 67' Ману 74' Негредо 90+1' | (Report) Live TV: / TV3 / TM / TPA | 10', 40', 83' (пен.) Роналду 30', 45' Пепе 32' Рамос 36' Кальєхон 44' Арбелоа 53' Діарра 65' Ді Марія 88' Алтинтоп | Стадіон: Рамон Санчес Пісхуан Суддя: Клос Гомес |  |
|                   |                                                                    |                                    | |                                                 |  |

| 18 8 січня 2012 | Райо Вальєкано                                                                      | 2–1                      | Севілья                                            | Мадрид                                           |  |
| 12:00 ЦЄЧ       | Мігель Перес Куеста 45+1' Касадо 50' Тамудо 51' Піті 69' Аррібас 81' Діаманка 90+2' | (Report) Live TV: GolT / | 42' Фасіо 61', 70' Ескюде 80' Наварро 90+2' Медель | Стадіон: Нуево Вальєкас Суддя: Гонсалес Гонсалес |  |
|                 |                                                                                     |                          |                                                    |                                                  |  |

| 19 14 січня 2012 | Севілья    | 0–0                      | Еспаньйол                                | Севілья                                                   |  |
| 18:00 ЦЄЧ        | Кануте 75' | (Report) Live TV: GolT / | 22' Віла 33' Форлін 75' Верду 77' Васкес | Стадіон: Рамон Санчес Пісхуан Суддя: Ф. Тейшейра Вітьєнес |  |
|                  |            |                          |                                          |                                                           |  |

| 1 21 січня 2012 | Реал Бетіс                                                 | 1–1                                | Севілья                    | Севілья                                             |  |
| 22:00 ЦЄЧ       | Іріней 18' Беньят 25', 71' Ісідоро 59' Начо 78' Кастро 90' | (Report) Live TV: / TV3 / TM / TPA | 24', 70' Фасіо 40' Негредо | Стадіон: Беніто Вільямарін Суддя: Веласко Карбальйо |  |
|                 |                                                            |                                    |                            |                                                     |  |

| 21 29 січня 2012 | Малага                                                                     | 2–1                        | Севілья                                                                            | Малага                                       |  |
| 21:30 ЦЄЧ        | Велігтон 7', 68' Фернандес 10', 19' Санчес 23' Демікеліс 34' Іско 74', 79' | (Report) Live TV: Canal+ 1 | 15', 83' Луна 20' Негредо 43' Ракитич 62' Спахич 74' Медель 83' Перотті 88' Ескюде | Стадіон: Ла Росаледа Суддя: Муньїс Фернандес |  |
|                  |                                                                            |                            |                                                                                    |                                              |  |

| 22 5 лютого 2012 | Севілья                            | 1–2                      | Вільярреал                                                                       | Севілья                                                |  |
| 18:00 ЦЄЧ        | Коке 27' Бруно 32' (аг) Ескюде 51' | (Report) Live TV: GolT / | 21' Валеро 53' Соріано 55' Родрігес 65', 80' Камуньяс 74' Кані 87', 90+2' Оріоль | Стадіон: Рамон Санчес Пісхуан Суддя: Дель Серро Гранде |  |
|                  |                                    |                          |                                                                                  |                                                        |  |

- З Мічелом

| 23 13 лютого 2012 | Реал Сосьєдад                      | 2–0                                | Севілья                | Сан-Себастьян                              |  |
| 21:00 ЦЄЧ         | І. Мартінес 56' Вела 64' Пардо 68' | (Report) Live TV: GolT / C+ Liga 2 | 57' Ману 88' Троховскі | Стадіон: Аноета Суддя: Іглесіас Вільянуева |  |
|                   |                                    |                                    |                        |                                            |  |

| 24 18 лютого 2012 | Севілья                                                   | 2–0                                | Осасуна                       | Севілья                                                |  |
| 22:00 ЦЄЧ         | Медель 15' Фасіо 38' Спахич 59' Палоп 90' Троховскі 90+3' | (Report) Live TV: / TV3 / TM / TPA | 10' Райтала 22' Лоло 32' Ніно | Стадіон: Рамон Санчес Пісхуан Суддя: Веласко Карбальйо |  |
|                   |                                                           |                                    |                               |                                                        |  |

| 25 26 лютого 2012 | Валенсія                                       | 1–2                      | Севілья                               | Валенсія                                      |  |
| 18:00 ЦЄЧ         | Альбельда 5' Т. Коста 25' Бруно 62' Адуріс 74' | (Report) Live TV: GolT / | 36', 90' Медель 69' Навас 81' Наварро | Стадіон: Месталья Суддя: Ф. Тейшейра Вітьєнес |  |
|                   |                                                |                          |                                       |                                               |  |

| 26 3 березня 2012 | Севілья                         | 1–1                                | Атлетіко (Мадрид)                                                             | Севілья                                                |  |
| 22:00 ЦЄЧ         | Медель 21' Наварро 44' Баба 53' | (Report) Live TV: / TV3 / TM / TPA | 8', 44' Сальвіо 12' Філіпе Луїс Касмірскі 33' Тьягу 51' Хуанфран 59' Домінгес | Стадіон: Рамон Санчес Пісхуан Суддя: Альварес Еск'єрдо |  |
|                   |                                 |                                    |                                                                               |                                                        |  |

| 27 10 березня 2012 | Спортінг Хіхон                                                                     | 1–0                                | Севілья                                                        | Хіхон                                         |  |
| 20:00 ЦЄЧ          | Трехо 4' Каштру 32' Колунга 60' Гальвес 87' Билич 88' Хуан Пабло 90+5' Ботія 90+5' | (Report) Live TV: GolT / C+ Liga 2 | 14', 90+5' Коке 34' Наварро 70' Ескюде 74' Перотті 90+5' Фасіо | Стадіон: Ель-Молінон Суддя: Естрада Фернандес |  |
|                    |                                                                                    |                                    |                                                                |                                               |  |

| 28 17 березня 2012 | Севілья                          | 0–2                      | Барселона                                                 | Севілья                                                |  |
| 20:00 ЦЄЧ          | Спахич 16' Ескюде 49' Медель 75' | (Report) Live TV: GolT / | 17' Хаві Ернандес 24' Мессі 31' Піке 79' Коррея 82' Педро | Стадіон: Рамон Санчес Пісхуан Суддя: Гонсалес Гонсалес |  |
|                    |                                  |                          |                                                           |                                                        |  |

| 29 22 березня 2012 | Расінг                                                   | 0–3                      | Севілья                                                       | Сантандер                               |  |
| 20:00 ЦЄЧ          | Альваро 25' Крістіан 69' Осмар 74' Діоп 80' Торрехон 80' | (Report) Live TV: GolT / | 34' Навас 41' Фасіо 43' Наварро 52', 90+3' Ману 66' Троховскі | Стадіон: El Sardinero Суддя: Клос Гомес |  |
|                    |                                                          |                          |                                                               |                                         |  |

| 30 26 березня 2012 | Гранада                                | 0–3                                | Севілья                                                          | Гранада                                             |  |
| 21:00 ЦЄЛЧ         | Гомес 7' Бенітес 34' Хара 38' Ньом 84' | (Report) Live TV: GolT / C+ Liga 2 | 15', 53', 90+3' Ману 38' Негредо 66' Наварро 69' Коке 85' Медель | Стадіон: Нуево Лос Карменес Суддя: Муньїс Фернандес |  |
|                    |                                        |                                    |                                                                  |                                                     |  |

| 31 2 квітня 2012 | Севілья                                                                   | 3–1                                | Мальорка                        | Севілья                                         |  |
| 21:00 ЦЄЛЧ       | Троховскі 25' Коке 43' Негредо 50' Реєс 55' Ману 61' Навас 67' Медель 87' | (Report) Live TV: GolT / C+ Liga 2 | 19' Марті 33' Альваро 73' Хемед | Стадіон: Рамон Санчес Пісхуан Суддя: Перес Ласа |  |
|                  |                                                                           |                                    |                                 |                                                 |  |

| 32 8 квітня 2012 | Атлетік (Більбао)                                                | 1–0                      | Севілья                                    | Більбао                                     |  |
| 18:00 ЦЄЛЧ       | Льоренте 47' Іраола 48' Амореб'єта 81' Муньяїн 88' Ауртенече 90' | (Report) Live TV: GolT / | 15' Кануте 40' Ескюде 40' Медель 84' Навас | Стадіон: Сан-Мамес Суддя: Альварес Еск'єрдо |  |
|                  |                                                                  |                          |                                            |                                             |  |

| 33 12 квітня 2012 | Севілья                                       | 3–0                                | Реал Сарагоса                     | Севілья                                                   |  |
| 22:00 ЦЄЛЧ        | Фасіо 10' Навас 27' Негредо 28', 43' Луна 73' | (Report) Live TV: GolT / C+ Liga 2 | 21' Пінтер 44' Передес 73' Матеос | Стадіон: Рамон Санчес Пісхуан Суддя: Ф. Тейшейра Вітьєнес |  |
|                   |                                               |                                    |                                   |                                                           |  |

| 34 16 квітня 2012 | Хетафе                                                       | 5–1                                | Севілья                               | Хетафе (Мадрид)                                           |  |
| 21:00 ЦЄЛЧ        | Торрес 35', 35' Ласен 48' Міку 63', 70' Ріос 68' Каскеро 86' | (Report) Live TV: GolT / C+ Liga 2 | 19' Негредо 42' Троховскі 49' Наварро | Стадіон: Колісеум Альфонсо Перес Суддя: Турієнсо Альварес |  |
|                   |                                                              |                                    |                                       |                                                           |  |

| 35 21 квітня 2012 | Севілья                                    | 1 – 1                              | Леванте                                                     | Севілья                                                |  |
| 22:30 ЦЄЛЧ        | Ескюде 19' Негредо 21' Медель 40' Ману 89' | (Report) Live TV: / TV3 / TM / TPA | 18' Іборра 29', 29' Коне 85' Вента 88' Вальдо 90+2' Ель-Жар | Стадіон: Рамон Санчес Пісхуан Суддя: Веласко Карбальйо |  |
|                   |                                            |                                    |                                                             |                                                        |  |

| 36 29 квітня 2012 | Реал Мадрид                                                    | 3–0                      | Севілья             | Мадрид                                       |  |
| 12:00 ЦЄЛЧ        | Роналду 19' Езіл 24' Бензема 48', 51' Гранеро 54' Ді Марія 59' | (Report) Live TV: GolT / | 53' Дейвід 57' Кала | Стадіон: Сантьяго Бернабеу Суддя: Матео Лаос |  |
|                   |                                                                |                          |                     |                                              |  |

| 20 2 травня 2012 | Севілья                                                    | 1–2                        | Реал Бетіс                                               | Севілья                                                |  |
| 20:00 ЦЄЛЧ       | Негредо 18', 38' Фасіо 44' Троховскі 70' Медель 81', 90+2' | (Report) Live TV: Canal+ 1 | 33', 42', 90+3' Беньят 72' Дорадо 75' Монтеро 90' Каньяс | Стадіон: Рамон Санчес Пісхуан Суддя: Дельгадо Феррейро |  |
|                  |                                                            |                            |                                                          |                                                        |  |

| 37 5 травня 2012 | Севілья                                                           | 5 – 2                                                      | Райо Вальєкано                                                                  | Севілья                                                |  |
| 21:00 ЦЄЛЧ       | Баба 30', 46' Кала 42', 51' Реєс 65' Кануте 81', 81' Гуаренте 86' | (Report) Live TV: Abono Fútbol 4 / C+ Liga 2 (connections) | 16' Пулідо 17' Делібашич 25', 36' (пен.), 76' Коста 44' Кобеньйо 82' Трасхоррас | Стадіон: Рамон Санчес Пісхуан Суддя: Турієнсо Альварес |  |
|                  |                                                                   |                                                            |                                                                                 |                                                        |  |

| 38 13 травня 2012 | Еспаньйол                                                | 1 – 1                                                      | Севілья                           | Курналя-да-Любрагат (Барселона)                    |  |
| 20:00 ЦЄЛЧ        | Санчес 14' Верду 54' Коутінью 76' Лопес 83' Пандіані 88' | (Report) Live TV: Abono Fútbol 4 / C+ Liga 2 (connections) | 16' Дейвід 23' Коке 45+2' Негредо | Стадіон: Корнелья-Ель Прат Суддя: Муньїс Фернандес |  |
|                   |                                                          |                                                            |                                   |                                                    |  |

### Ліга Європи УЄФА

#### 4-й кваліфікаційний раунд
| 1-й матч 18 серпня 2011 | Ганновер 96                             | 2–1                         | Севілья                          | Ганновер                                              |  |
| 20:30 ЦЄЛЧ              | Шлаудрафф 6', 45' Шульц 64' Штіндль 87' | (Report) Live TV: Canal Sur | 37' Кануте 54' Наварро 72' Фасіо | Стадіон: АВД-Арена Глядачі: 49,000 Суддя: Бас Нейгейс |  |
|                         |                                         |                             |                                  |                                                       |  |

| 2-й матч 25 серпня 2011 | Севілья                                                                      | 1–1                                          | Ганновер 96                                                                           | Севілья                                                           |  |
| 21:05 ЦЄЛЧ              | Алексіс 7' Перотті 20' Погатець 36' (аг) Кануте 50' Медель 65', 90' Ману 76' | (Report) Live TV: Canal Sur / SFC Televisión | 22' Абделлауї 44' Штіндль 49' Черундоло 54' Шульц 56' Шлаудрафф 71' Рауш 74' Шмідебах | Стадіон: Рамон Санчес Пісхуан Глядачі: 45,000 Суддя: Серж Гуменни |  |
|                         |                                                                              |                                              |                                                                                       |                                                                   |  |

Ганновер 96 виграв 3–2 за сумою двох матчів.

### Копа-дель-Рей

#### 1/16 фіналу
| 1-й матч 13 грудня 2011 | Сан-Роке Лепе                           | 0–1                      | Севілья                             | Лепе (Уельва)                                                    |  |
| 22:00 ЦЄЧ               | Арройо 18' Рубіо 19' Рохас 66' Шейх 87' | (Report) Live TV: GolT / | 12', 43' Кануте 43' Медель 78' Коке | Стадіон: Ciudad de Lepe Глядачі: 10,000 Суддя: Веласко Карбальйо |  |
|                         |                                         |                          |                                     |                                                                  |  |

| 2-й матч 20 грудня 2011 | Севілья                                           | 2 – 1                    | Сан-Роке Лепе           | Севілья                                                                  |  |
| 22:00 ЦЄЧ               | Кануте 51', 52' (пен.), 60' Луна 64' Кампанья 65' | (Report) Live TV: GolT / | 50' Альбентоса 78' Адрі | Стадіон: Рамон Санчес Пісхуан Глядачі: 2,500 Суддя: Ф. Тейшейра Вітьєнес |  |
|                         |                                                   |                          |                         |                                                                          |  |

Севілья виграла 3–1 за сумою двох матчів.

#### 1/8 фіналу
| 1-й матч 5 січня 2012 | Валенсія                                                 | 1–0                      | Севілья                                                                     | Валенсія                                                   |  |
| 22:00 ЦЄЧ             | Жонас 32' Руїс 37' Сольдадо 44' Альбельда 58' Фегулі 84' | (Report) Live TV: GolT / | 21' Спахич 26' Троховскі 34' Медель 34' Навас 74' Касерес 85' Луїс Альберто | Стадіон: Месталья Глядачі: 37,000 Суддя: Турієнсо Альварес |  |
|                       |                                                          |                          |                                                                             |                                                            |  |

| 2-й матч 11 січня 2012 | Севілья                                                  | 2–1                      | Валенсія                                                                                 | Севілья                                                      |  |
| 22:00 ЦЄЧ              | Наварро 18' Касерес 59' Ракитич 69', 81' Руїс 90+2' (аг) | (Report) Live TV: GolT / | 12' Мігел 21' Альбельда 36' Рамі 53' Матьє 66' Сольдадо 80' Фегулі 85' Альба 90+3' Алвес | Стадіон: Рамон Санчес Пісхуан Суддя: Х. А. Тейшейра Вітьєнес |  |
|                        |                                                          |                          |                                                                                          |                                                              |  |

Валенсія - Севілья 2–2 за сумою двох матчів. Виграла завдяки голам, забитим на чужому полі.